# Yulcheon-dong
Yulcheon-dong (koreanska: 율천동) är en stadsdel i staden Suwon i provinsen Gyeonggi i den nordvästra delen av Sydkorea, 30 km söder om huvudstaden Seoul.  Den ligger i stadsdistriktet Jangan-gu.